# شعب الوقيع (العدين)

تعديل مصدري - تعديل

شعب الوقيع محلة تابعة لقرية عنقب، التابعة لعزلة بني هات بمديرية العدين إحدى مديريات محافظة إب في الجمهورية اليمنية.، بلغ تعداد سكانها 58 حسب تعداد اليمن لعام 2004.